# FK Roech Lviv
FK Roech Lviv (Oekraïens: ФК «Рух» Львів, voluit Футбольний клуб «Рух» Львів, Foetbolnyj kloeb Roech Lviv) is een Oekraïense voetbalclub uit Lviv. De club werd in 2003 opgericht en promoveerde in 2020 naar de Premjer Liha, het hoogste Oekraïense niveau.

## Geschiedenis
De club werd opgericht in 2003 in Vynnyky, een klein dorpje in de buurt van Lviv, als FK Roech Vynnyky. Later verhuisde de club naar Lviv. De club werd in 2014 amateurkampioen van Oekraïne en werd in het seizoen 2015/16 toegelaten tot het Oekraïense profvoetbal op het derde niveau, de Droeha Liha. Door een tweede plaats in het seizoen 2016/17 promoveerde de club naar het tweede niveau, de Persja Liha. In het seizoen 2019/20 werd Roech Lviv tweede op het tweede niveau achter kampioen FK Mynaj, waardoor de club in 2020 promoveerde en debuteerde op het hoogste niveau.

## Seizoensresultaten vanaf 2013
| Seizoen | Competitie           | Niveau | Eindstand | Beker       | Opmerking                                                               |
| ------- | -------------------- | ------ | --------- | ----------- | ----------------------------------------------------------------------- |
| 2013    | Amateur Liha Groep B | IV     | 1         | --          | Amateurkampioenschap > FK ODEK Orzhiv: 1-1 (3-4 n.s.)                   |
| 2014    | Amateur Liha Groep B | IV     | 1         | --          | Amateurkampioenschap > FC AF-Pyatykhatska Volodymyrivka: 1-0            |
| 2015    | Amateur Liha Groep A | IV     | 1         | --          | Amateurkampioenschap >FC Balkany Zorya: 1-2; Toelating tot profvoetbal. |
| 2016/17 | Droeha Liha          | III    | 2         | 2e ronde    |                                                                         |
| 2017/18 | Persja Liha          | II     | 7         | 2e ronde    |                                                                         |
| 2018/19 | Persja Liha          | II     | 11        | 2e ronde    |                                                                         |
| 2019/20 | Persja Liha          | II     | 2         | 3e ronde    | Herlocatie en naamswijziging van FK Roech Vynnyky in FK Roech Lviv.     |
| 2020/21 | Premjer Liha         | I      | 10        | 3e ronde    |                                                                         |
| 2021/22 | Premjer Liha         | I      | 11        | 8e finale   | Gespeeld tot kwartfinale i.v.m. Russische inval                         |
| 2022/23 | Premjer Liha         | I      | 11        | --          | Geen bekertoernooi i.v.m. Russische inval                               |
| 2023/24 | Premjer Liha         | I      | 6         | 8e finale   |                                                                         |
| 2024/25 | Premjer Liha         | I      | 8         | kwartfinale |                                                                         |
| 2025/26 | Premjer Liha         | I      | .         |             |                                                                         |

## Bekende (ex-)spelers
- Oleksandr Aliejev
- Ragnar Sigurðsson
- Maksim Sjatskich

Dynamo Kiev · 
Inhoelets ·
Karpaty Lviv ·
Kolos Kovalivka · 
Kryvbas Kryvy Rih · 
LNZ Tsjerkasy · 
Livyi Bereh ·
Obolon · 
Oleksandrija · 
Polissja Zjytomyr · 
Roech Lviv · 
Sjachtar Donetsk · 
Tsjornomorets Odessa · 
Veres Rivne · 
Vorskla Poltava · 
Zorja Loehansk